# Agnelo Rossi
Agnelo Rossi  (Campinas, 4 de maio de 1913 — Indaiatuba, 21 de maio de 1995) foi um prelado católico brasileiro, décimo sexto bispo de São Paulo, sendo seu quarto arcebispo e segundo cardeal. Foi o brasileiro que mais alto subiu na hierarquia eclesiástica, sendo considerado o maior expoente da Igreja do Brasil, chegando a ser cardeal-decano do Colégio Cardinalício. Morreu aos 82 anos, tendo sido sepultado na igreja de Nossa Senhora de Guadalupe, por ele construída, em Campinas.

## Origens
Nasceu no então bairro de Joaquim Egídio no distrito de Sousas e foi batizado com o nome de seu avô materno Aniello, que mais tarde modificaria. Era filho dos imigrantes italianos Vincenzo Rossi e Vittoria Colombo, ambos originários da localidade de Lagonegro (Basilicata). Teve um único irmão, Michele "Miguel" Rossi.

## Estudos
Realizou seus primeiros estudos em Valinhos nas Escolas Reunidas de Valinhos — mais tarde transformadas em Grupo Escolar de Valinhos — sob a orientação do professor Gonçalo Guedes Casimiro Filho,
ingressando depois, em 26 de janeiro de 1926, no Seminário Menor Diocesano Santa Maria, em Campinas, onde também cursou a Filosofia. A 15 de outubro de 1933 partiu para Roma, instalando-se por cinco meses no Colégio Pio Latino-Americano. A 4 de abril de 1934, foi um dos trinta e três alunos fundadores do Pontifício Colégio Pio Brasileiro, onde recebeu a matrícula de número 1 do novo e grandioso colégio, na Via Aurélia. Realizou seus estudos de Teologia na Pontifícia Universidade Gregoriana de Roma.

## Presbiterado
Foi ordenado sacerdote pelas mãos do cardeal Luigi Traglia, bispo auxiliar de Roma, na Arquibasílica de São João Latrão, em Roma, a 27 de março de 1937.

## Especializações
- Protestantismo na América Latina - Pontifícia Universidade Gregoriana - Roma – Itália (1936-1937)
- Ação Católica - Rosario e Buenos Aires - Argentina (1947)
- Catequese - San Antonio - Texas, E.U.A. (1961)

## Títulos universitários
- Doutor Honoris Causa:
  - Pontifícia Universidade Católica de Campinas - São Paulo - Brasil
  - Universidade Notre Dame - Indiana - Estados Unidos
  - Universidade St. John - Nova York - Estados Unidos
  - Universidade Winona - Minesota - Estados Unidos
  - Pontifícia Universidade Católica de Santiago - Chile
  - Universidade Católica de San Carlos de Cebu - Filipinas
  - Universidade Católica Fu Jen - Taiwan
  - Faculdade de Medicina de Jundiaí - São Paulo - Brasil
- Grão-chanceler:
  - Pontifícia Universidade Católica de São Paulo - Brasil (1964-1970)
  - Pontifícia Universidade Urbaniana - Roma - Itália (1970-1983)

## Atividades antes do episcopado
- Secretário Particular de Dom Francisco de Campos Barreto, Bispo de Campinas (1937-1940)
- Organizador do Secretariado Nacional de Defesa da Fé
- Redator-Chefe do semanário católico "A Tribuna"- Campinas
- Diretor da Biblioteca Apologética da Editora "Vozes", de Petrópolis
- Assessor da Juventude da Ação Católica:
  - Juventude Independente Católica - JIC (1939-1956)
  - Juventude Universitária Católica - JUC (1944-1956)
- Professor do Seminário Central do Ipiranga - São Paulo-SP (1940-1943)
- Catedrático de Filosofia nas Faculdades de Campinas - Campinas-SP (1943-1956)
- Capelão da Casa-Mãe das Missionárias de Jesus Crucificado (1944-1956)
- Cônego Catedrático do Cabido Diocesano de Campinas (24 de maio de 1947)
- Monsenhor Camareiro Secreto do Santo Padre Pio XII (17 de junho de 1953)
- Professor da Faculdade de Filosofia de Campinas
- Diretor da Faculdade de Filosofia de Campinas
- Diretor da Faculdade de Ciências Econômicas de Campinas
- Vice Diretor da Faculdade de Filosofia, Ciências e Letras de Campinas
- Diretor da Faculdade de Odontologia de Campinas
- Vice-Reitor da Universidade Católica de Campinas - Campinas-SP (1956)

## Episcopado
No dia 5 de março de 1956, aos 42 anos, foi nomeado, pelo Papa Pio XII, Bispo da Diocese de Barra do Piraí, Rio de Janeiro, tendo o anúncio sido feito pelo então Núncio Apostólico no Brasil, Dom Armando Lombardi, na seção solene de instalação da Universidade Católica de Campinas, realizada no Teatro Municipal de Campinas, no dia 14 de março de 1956.
Foi sagrado bispo no dia 15 de abril de 1956, na catedral metropolitana de Campinas, pelas mãos de Dom Paulo de Tarso Campos, Arcebispo de Campinas, sendo consagrantes Dom Helder Pessoa Câmara e de Dom Vicente Ângelo José Marchetti Zioni.
Em 6 de setembro de 1962, foi designado Arcebispo Metropolitano de Ribeirão Preto, São Paulo, função que exerceu até 1 de novembro de 1964, quando da sua nomeação pelo Papa Paulo VI para Arcebispo de São Paulo. Em 1968, pressionado pelo clero paulista, recusou-se a receber do governo Costa e Silva a grã-cruz da Ordem Nacional do Mérito, uma atitude de protesto à expulsão do padre-operário belga Pierre-Joseph Wauthier, preso por negar-se a abençoar as liturgias patronais. Tentando não se indispor com o governo, chegou a propor não receber a medalha em público, mas no quartel-general do II Exército e celebrar de bom grado uma missa de comemoração ao aniversário do presidente, mas Costa e Silva não aceitou. Enquanto arcebispo de São Paulo, foi o responsável pela inauguração das duas torres da Catedral da Sé em 15 de novembro de 1969.
Exerceu esta função até 22 de outubro de 1970, quando foi chamado a servir a Igreja na Cúria Romana.

## Cardinalato
A 25 de janeiro de 1965, durante as cerimônias de inauguração do Palácio dos Bandeirantes, sede do governo do estado de São Paulo, foi anunciada a sua escolha para o cardinalato. No Consistório do dia 22 de fevereiro de 1965, festa da Cátedra de São Pedro, presidido pelo Papa Paulo VI, na Basílica de São Pedro, Dom Agnelo Rossi foi criado Cardeal-presbítero, do título da Grande Mãe de Deus (1970-1984). Tomou posse de sua igreja titular a 27 de fevereiro de 1965.
A 2 de setembro de 1983, foi agraciado com o grau de Grã-Cruz da Ordem Militar de Cristo, de Portugal.
Em 22 de outubro de 1970, foi nomeado Prefeito da Congregação para a Evangelização dos Povos.
Em 8 de abril de 1984, foi designado Presidente da Administração do Patrimônio da Sé Apostólica, cargo que renunciou a 6 de dezembro de 1989.
Em 25 de junho de 1984, foi eleito Cardeal-bispo do título Suburbicário de Sabina e Poggio-Mirteto (1984-1995)
Em 19 de dezembro de 1986, foi eleito Cardeal-Bispo do Título Suburbicário de Óstia Antiga, sendo confirmado, pelo Papa João Paulo II, Cardeal Decano do Sacro Colégio, cargo que renunciou a 31 de maio de 1993,

## Brasão e lema

Brasão de Dom Agnelo Cardeal Rossi

- Descrição: Escudo eclesiástico (oval). Em campo de blau um in-fólio aberto de argente com uma espada do mesmo posta em pala e brocante sobre o livro, tendo, adestrada em chefe, uma estrela de seis pontas também de argente. Chefe de goles com três flores-de-lis de argente ordenadas em faixa – que é de Rossi. O escudo está assente em tarja branca, na qual se encaixa o pálio branco com cruzetas de sable. O conjunto pousado sobre uma cruz trevolada de duas travessas de ouro. O todo encimado pelo chapéu eclesiástico com seus cordões em cada flanco, terminados por quinze borlas cada um, tudo de vermelho. Brocante sob a ponta da cruz um listel de argente com a legenda: OPORTET ILLVM REGNARE, em letras de sable.
- Interpretação: O escudo oval obedece as regras heráldicas para os eclesiásticos. O campo azul representa o manto de Maria Santíssima sob cuja proteção o Cardeal pôs toda a sua vida sacerdotal, sendo que este esmalte significa: justiça, serenidade, fortaleza, boa fama e nobreza. O in-fólio com a espada representa o apóstolo São Paulo padroeiro do Estado onde nasceu o Cardeal e da Cidade onde foi Arcebispo, sendo de prata simboliza a inocência, a castidade, a pureza e a eloquência, virtudes essenciais num sacerdote. A estrela de seis pontas representa Nossa Senhora, a Estrela Matutina – Aurora da Salvação – e sendo de argente tem o simbolismo deste metal já descrito acima. O chefe é do brasão de armas da Família Rossi, sendo também uma homenagem a Sua Santidade o Papa Paulo VI, em cujo escudo também se encontram três flores-de-lis de argente, mas postas:  1 e 2, em chefe (de Montini). A cor vermelha simboliza o fogo da caridade inflamada no coração do Cardeal pelo Divino Espírito Santo e também faz alusão ao seu nome de família: Rossi, que em italiano é plural de vermelho. A flor-de-lis, a mais nobre das flores heráldicas, é símbolo de nobreza e poder, e sendo tríplice honra a Santíssima Trindade. A cruz de duas travessas representa a dignidade arquiepiscopal e o chapéu a dignidade cardinalícia. O ouro da cruz simboliza: nobreza, autoridade, premência, generosidade, ardor e descortínio. O listel tira seu lema da frase de São Paulo (1 Cor. 15, 25) OPORTET ILLVM REGNARE: " É preciso que Ele reine" confirmando bem ser só Jesus Cristo a aspiração contínua da vida do Cardeal, dando eco à carta Apostólica Œcumenicum Concilium. O esmalte negro das letras simboliza: a sabedoria, a ciência, a honestidade, a firmeza e a obediência ao Sucessor de Pedro.

## Atividade e contribuições
Principais atividades extraordinárias no período anterior ao trabalho na Cúria Romana:
- Presidente da Primeira Semana de Estudos Apologéticos - Bogotá- Colômbia (Janeiro de 1955)
- Relator do Tema: O Protestantismo na América Latina - Primeira Conferência Geral do Episcopado Latino-Americano - Rio de Janeiro (julho de 1955)
- Catequese Popular - Primeira experiência de Comunidades Eclesiais de Base - Barra do Piraí (1956)
- Cursos intensivos sobre Protestantismo no Brasil - São Paulo, Porto Alegre, Recife e Fortaleza (1957)
- Curso sobre Protestantismo no Brasil - Pontifício Colégio Pio Brasileiro - Roma (1958)
- Fundação do Seminário Menor Interdiocesano de Barra do Piraí (1958)
- Visitador Apostólico das Universidades (6) e Faculdades Católicas do Brasil (111) do Brasil (1958)
- Preparou a criação da Diocese de Nova Iguaçu (1959)
- Visitador Apostólico dos Seminários de São Paulo e Aparecida (1959)
- Projeto de barra do Piraí-RJ - com o Movimento dos Voluntários do Papa ao cargo do Graal (1959)
- Representante do Episcopado da América-Latina para a Cooperação com os Bispos dos Estados Unidos e Canadá, no Encontro de Washington-EUA -Georgetown University (Novembro de 1959)
- Administrador Apostólico da Diocese de Valença (1959)
- Organizador do Comitê latino-Americano da Fé (CLAF, 1959) e fundador do Instituto Catequético Latino Americano (ICLA) Santiago-Chile (1960)
- Delegado do Episcopado Brasileiro junto ao Conselho Episcopal Latino-Americano (CELAM) - (1960-1965)
- Estendeu a Sede Episcopal de Barra do Piraí a Volta Redonda (1962)
- Vigário Capitular de São João da Boa Vista (1963)
- Fundação da Casa de Exercícios Espirituais de Brodoswki (1963)
- Fundação da Cooperativa Popular de Consumo - Ribeirão Preto
- Primeiro Presidente da Conferência Nacional dos Bispos do Brasil (CNBB, 1964-1970)
- Principal Orador no Encontro do CIPOP - Programa de Intercâmbio Pastoral na América - Chicago - E.U.A.  (1966)
- Preparou a criação da Diocese de Jundiaí-SP (1968)
- Preparou a Divisão da Arquidiocese de São Paulo em Regiões Episcopais.
- Presidente do Congresso Catequético Latino-Americano - Medellin - Colômbia (1968)
- Fundação do Instituto Paulo VI para formação de Agentes de Pastorais e Centro Recreativo para a Arquidiocese de São Paulo- São Paulo-SP
- Presidente da Peregrinação nacional e Internacional a Fátima-Portugal (1969)
- Participação no Concílio Vaticano II e nos diversos Sínodos dos Bispos, sendo presidente delegado no Sínodo de 1969
- Eleito membro do Primeiro Secretariado Geral do Sínodo dos Bispos (1969)
- Fundação do Instituto Agrícola para Formação de Dirigentes da Zona Rural – São Paulo (1970)
- Construção da Igreja de Nossa Senhora de Guadalupe - Campinas
- Construção da Igreja de São Miguel - Campinas
- 22 Cursos Intensivos e 47 Retiros Espirituais a grupos da Ação católica, em diversas cidades do Brasil
- 20 Retiros Espirituais ao Clero do Brasil
- Criação de 142 Paróquias, como Bispo
- Criação, junto com o Governador Abreu Sodré, do Museu de Arte Sacra de São Paulo

Atividades na Cúria Romana
Atividades ordinárias:
- Prefeito da Sagrada Congregação para a Evangelização dos Povos - Propaganda Fide
- Presidente da Administração do Patrimônio da Sé Apostólica
- Membro do Conselho para Assuntos Públicos da Igreja
- Membro das Sagradas Congregações:

- Para a Doutrina da Fé
- Dos Bispos
- Para as Igrejas Orientais
- Para o Clero
- Para os Religiosos e Institutos Seculares
- Para as Causas dos Santos
- Para a Educação Católica

- Membro dos Secretariados:

- Para a União dos Cristãos
- Para os Não-Cristãos

- Membro das Comissões Pontifícias:

- Para a Revisão do Código de Direito Canônico
- Para a Revisão do Código de Direito Canônico Oriental
- Cardinalícia de Vigilância do Instituto para as Obras Religiosas (IOR)

Atividades Extraordinárias:
- Além das Viagens Missionárias, em nome da Propaganda Fide:
  - Encontro dos Diretores Diocesanos dos Estados Unidos da América - Nova Iorque (1971 e 1976)
  - Centenário de Santa Teresa do Menino Jesus - Lisieux-França (1973)
  - Milênio de Santo Ulrico - Augsburgo-Alemanha (1973)
  - Bicentenário da catedral de Santa Edwiges - Berlim Oriental-Alemanha (1973)
  - Congresso Missionário Franciscano - Assis-Itália (1974)
  - Congresso Internacional Dominicano - Madri-Espanha (1974)
  - Reunião dos Diretores da Pontifícia Obra da Santa Infância -Paris-França (1974) e San Diego-EUA (1980)
  - 28ª Semana de Missões - Burgos-Espanha (1975)
  - Centenário Missionário Salesiano - Turim-Itália (1975)
  - Congresso Missionário de Torreón-México - Enviado Papal (1977)
  - Congresso Missionário de Manila-Filipinas - Enviado Papal (1979)
- Criação:
  - do Centro Internacional de Animação Missionária - CIAM - Roma-Itália (1974)
  - do Instituto de Catequese Missionária, em duas Sessões: Roma e Castel Gandolfo
  - do Foyer Paulo VI
  - do Centro de Estudos Chineses - Pontifícia Universidade Urbaniana  -  Roma-Itália
  - do Centro de Estudos sobre o Ateísmo - Pontifícia Universidade Urbaniana - Roma- Itália
  - do Centro de Estudos sobre Evangelização e Culturas - Pontifícia Universidade Urbaniana - Roma-Itália
- Reformas:
  - Palácio da Propaganda Fide - Piazza di Spagna - Roma-Itália
  - Novo Arquivo da Propaganda Fide
  - Prédio da Universidade Urbaniana
  - Prédio de Castel Gandolfo
  - Vila Betania
  - Melhoramento nas propriedades agrícolas da Propaganda Fide
- Construções:
  - Prédio da Reitoria da Universidade Urbaniana -Roma-Itália
  - Nova Biblioteca da Universidade Urbaniana - Roma-Itália (dotada com mais de 400 novos volumes)
  - Foyer Paulo VI
  - Auditório João Paulo II
  - Casa de São José - das Irmãs Carmelitas que assistem à Universidade Urbaniana
  - Novo Edifício do Centro de Animação Missionária
- Viagens ao exterior com finalidade apostólica:
  - África: África do Sul, Alto Volta, Angola, Camarões, Congo, Costa do Marfim, Egito, Gabão, Gana, Guiné Equatorial, Marrocos, Mocambique, Quênia, Senegal, Essuatíni, Sudão e Zaire
  - América: Antilhas, Argentina, Bolívia, Brasil, Canadá, Chile, Colômbia, Costa Rica, El Salvador, Equador, Estados Unidos (e ONU), Guatemala, México, Panamá, Paraguai, Peru, Uruguai e Venezuela
  - Ásia: Camboja, Coréia do Sul, Emirados Árabes Unidos, Filipinas, Japão, Jordânia, Hong-Kong, Índia, Indonésia, Israel, Kuwait, Líbano, Macau, Malásia, Singapura, Síria, Sri Lanka, Tailândia, Taiwan e Vietnan do Sul
  - Europa: Alemanha, Áustria, Bélgica, Espanha, França, Grécia, Inglaterra, Irlanda, Itália, Jersey, Lichtenstein, Luxemburgo, malta, Portugal, San Marino e Suíça.
  - Oceania: Austrália, Fiji, Ilhas Salomão, Novas Híbridas, Nova Zelândia, Papua-Nova Guiné e Samoa.
- Viagens apostólicas com o Santo Padre:
  - Austrália e Filipinas: com o Papa Paulo VI (1970) - como Prefeito da Propaganda Fide
  - África: com o Papa João Paulo II (1979)
  - Tailândia: com o Papa João Paulo II (1984)

## Sucessão
Na Arquidiocese de São Paulo, Dom Agnelo Rossi foi o 16º Bispo e o 4º Arcebispo, sucedeu a Dom Carlos Carmelo Cardeal de Vasconcelos Motta e teve como sucessor Dom Paulo Evaristo Cardeal Arns.

## Ordenações

### Ordenações diaconais
- Julius Sullan Tonel (1979)

### Ordenações presbíteros
- Paul Kilaini (1972)
- Pierre Nguyễn Văn Tốt (1974)
- Simon Ntamwana (1974)
- Želimir Puljić (1974)

### Ordenações episcopais
Dom Agnelo foi o principal sagrante dos seguintes bispos:
- José Lafayette Ferreira Álvares
- Bruno Maldaner
- Paulo Evaristo Cardeal Arns, O.F.M.
- Lucas Cardeal Moreira Neves, O.P.
- Máximo André Biennés, T.O.R.
- Godefroid Mukeng’a Kalond, C.I.C.M.
- Paolo Vieri Andreotti, O.P.
- Miguel Irizar Campos, C.P.
- Thomas Nkuissi
- Paul Huynh Dông Các
- Domique Nguyên van Lang
- Nicolas Huynh van Nghi
- Alexandre José Maria Cardeal dos Santos, O.F.M.
- Januário Machaze Nhangumbe
- Pio Yukwan Deng
- Joseph Abangite Gasi
- Gabriel Cardeal Zubeir Wako
- Joseph Ti-Kang
- Joseph Wang Yu-jung
- John Baptist Cardeal Wu Cheng-chung
- Edmund Joseph Fitzgibbon, S.P.S.
- Giovanni Bernardo Gremoli, O.F.M.Cap.
- Giulio Einaudi
- Sixto José Parzinger Foidl, O.F.M.Cap.
- Thomas A. Withe
- José Luís Serna Alzate, I.M.C.
- Pablo Puente Buces
- Domenico Crescentino Mariinozzi, O.F.M.Cap.
- Joseph Kingsley Swampillai

Foi co-celebrante da sagração episcopal de:
- José de Aquino Pereira
- Aniger de Francisco de Maria Melillo
- Bernardo José Bueno Miele
- Tomás Vaquero
- Romeu Alberti
- Marcel Bam’ba Gongoa
- Louis Nikinga Bondala, C.I.C.M.
- Laurent Monsengwo Pasinya
- Paride Taban
- Roger Mpungu
- Michel-Joseph-Gérard Gagnon, M. Afr.
- Dominique Kimpinde Amando
- Joseph Nduhirubusa

## Citação
Dom Agnelo foi um verdadeiro Evangelizador:
"Como minha primeira grande viagem foi a Roma, sentindo ao vivo, durante quatro felizes anos, a romanidade e a catolicidade da Igreja, a minha vida e as demais viagens ficaram iluminadas e marcadas por esses dois objetivos … Lograram convencer-me, cada vez mais, da submissão e amor ao Santo Padre e da adesão incondicional à Igreja Missionária e, portanto, Universal"